# Vakkenvullers
Vakkenvullers was een Nederlandse serie van producent NL Film in opdracht van AVROTROS en was sinds november 2018 te zien op NPO 3 en YouTube. De serie gaat over de levens van jonge vakkenvullers in een supermarkt en bevat veel absurdistische humor. De serie speelde zich af, voor de eerste drie seizoenen, in de niet bestaande supermarkt: Landsuper. Seizoen 4 en 5 speelden zich af in de nieuwe eco-supermarkt: Landsupermarcheau.

## Rolverdeling
| Acteur                         | Rol                                                            | Seizoenen |
| ------------------------------ | -------------------------------------------------------------- | --------- |
| Oussama Ahammoud               | Rimon a.k.a Picasso                                            | 1 t/m 5   |
| Jahmil "Leafs" Dapaloe         | Darryl a.k.a Baas                                              | 1 t/m 5   |
| Carré Albers                   | Jaylee a.k.a The Ops                                           | 1 t/m 5   |
| Oscar Aerts                    | Rudolf van Kaasbergen, a.k.a (Rwina) Ruut/ Ruub van Kaasbergen | 1 t/m 5   |
| Titia Hoogendoorn              | Gerda a.k.a Gerda                                              | 1 t/m 5   |
| Mingus Claessen                | Joshua a.k.a Slim Shady/Vleesman                               | 1 t/m 5   |
| Zoë-Jadha Kluivert             | Imane a.k.a Yoncé                                              | 1 t/m 5   |
| Jard Struik                    | Yo-Pizza/ Jean-Pierre (JP mag ook)                             | 1 t/m 5   |
| Marianne Schaarsberg-Schreuder | Jet                                                            | 1 t/m 5   |

## Afleveringen[1]

### Seizoen 1
| Aflevering | Titel                               | Duur  |
| ---------- | ----------------------------------- | ----- |
| 1          | Rukker                              | 6:42  |
| 2          | Psycho Oma's                        | 7:11  |
| 3          | Feminism                            | 5:33  |
| 4          | Like en Subscribe                   | 6:50  |
| 5          | Rimon-Effect                        | 5:21  |
| 6          | Trippen                             | 5:04  |
| 7          | Beverdagen                          | 6:31  |
| 8          | LandsuperLIT                        | 5:21  |
| 9          | Kerstspecial: Kerst in de Landsuper | 10:22 |

### Seizoen 2
| Aflevering | Titel                    | Duur |
| ---------- | ------------------------ | ---- |
| 1          | Rwina Ruut               | 9:00 |
| 2          | Reclamelandsuper         | 7:29 |
| 3          | Wittewijnbrigade         | 7:26 |
| 4          | Mond op Mond             | 5:39 |
| 5          | Alles gratis             | 5:01 |
| 6          | Crap Scene Investigation | 9:29 |
| 7          | Zusje                    | 6:39 |
| 8          | Avondplagga              | 7:45 |
| 9          | Kassa cringe             | 7:40 |
| 10         | Worst Case Scenario      | 7:21 |
| 11         | Komkommertijd            | 9:46 |
| 12         | Bever Beffer             | 7:39 |
| 13         | Fomo                     | 5:42 |
| 14         | Temptation IsLandSuper   | 6:56 |
| 15         | 'Endgame part one'       | 8:22 |
| 16         | 'Endgame part two'       | 9:50 |

### Seizoen 3
| Aflevering | Titel                       | Duur |
| ---------- | --------------------------- | ---- |
| 1          | Assemble                    | 6:62 |
| 2          | Huidhonger                  | 6:42 |
| 3          | Revenge of the Damon        | 6:38 |
| 4          | 5G Gekkie                   | 9:08 |
| 5          | seniorenuurtje              | 6:59 |
| 6          | Overbezorgd                 | 7:56 |
| 7          | De eerste keer              | 6:38 |
| 8          | K*ankermeiden               | 6:00 |
| 9          | Roast of Ruut               | 9:10 |
| 10         | Whatsappisode               | 8:08 |
| 11         | Landsupermaffia             | 5:33 |
| 12         | Nieuw gezicht, oude bekende | 7.52 |
| 13         | RIP Ruut                    | 7:53 |
| 14         | Vliegende Slipper           | 5:40 |
| 15         | Royalty                     | 5:35 |
| 16         | Eindgrap                    | 7:38 |

### Seizoen 4
| Aflevering | Titel                | Duur  |
| ---------- | -------------------- | ----- |
| 1          | First in or f*ck off | 11:56 |
| 2          | Moordmuis            | 10:08 |
| 3          | Waggie Wars          | 5:25  |
| 4          | Guess who's back     | 6:25  |
| 5          | Dnananas             | 7:20  |
| 6          | Zusje                | 7:02  |
| 7          | Wie is de slang?     | 7:53  |
| 8          | Rellen               | 9:29  |

### Seizoen 5
| Aflevering | Titel                  | Duur  |
| ---------- | ---------------------- | ----- |
| 1          | Encore                 | 10:15 |
| 2          | Tussenuur              | 7:54  |
| 3          | Baboonz                | 6:17  |
| 4          | Precies niks is liefde | 6:58  |
| 5          | Klant is koning        | 5:46  |
| 6          | The sound of Landsuper | 7:05  |
| 7          | Shitgame               | 8:32  |
| 8          | Einde van alles        | 11:17 |

## Trivia
- Op de paal in de kantine, met de poster van de ijsjes, van de Landsuper staat "Likken Rimon. Sukkel" geschreven met een zwarte marker.
- De videogame die Ruut speelt in S4E2 Moordmuis lijkt te zijn gebaseerd op Joshua's verhaal van de "Vleesman", die op zichzelf weer een referentie is aan de keer dat Joshua een plak ham met 2 gaten voor zijn ogen op zijn gezicht plakte, waarna hij deze begon op te eten.
- De intro riff van vakkenvullers is oorspronkelijk afkomstig uit de film Scott pilgrim vs de world
- Meerdere acteurs en bekende Nederlanders deden in een of twee afleveringen mee. Voorbeelden zijn: Melody Klaver, André Dongelmans, Imanuelle Grives, Sanne Vogel, Appie Mussa en Tim Hofman.